# Marko Pohlin
Marko Pohlin rozený Anton Pohlin (13. dubna 1735 – 4. února 1801) byl slovinský filolog a autor. Obecně je považován za prvního představitele osvícenství ve slovinských zemích.
Narodil se jako Antonius Puhlin v Lublani, v tehdejším Kraňském vévodství v habsburské monarchii, jako syn majitele taverny. Studoval na jezuitských vysokých školách v Novém Městě a Lublani a připojil se k augustiniánskému řádu.
Nejvíce je známý pro svou knihu Kraynska gramatika (Kraňská gramatika), gramatiku slovinštiny psanou v němčině. Pohlin se v ní pokusil modernizovat gramatiku Adama Bohoriče ze šestnáctého století. Práce je obzvláště důležitá pro její předmluvu, ve které Pohlin ocenil slovinštinu a odmítl ty, kteří ji považovali za hrubou a nehodnou k použití v literatuře. Pohlin také napsal slovinsko-německo-latinský slovník s názvem Tu malu besedishe treh jesikov (Malý trojjazyčný slovník) nebo Dictionarium slavicum carniolicum (Slovansko-kraňský slovník). V roce 1779 vydal první díl knihy Pisanice (Spisy), almanach populárních písní z Kraňska a Korutan.
Pohlin byl také autorem knihy Kraynske kroneke (Kraňské kroniky, 1770), která je považována za první histografické dílo psané ve slovinštině. Ve své monografii, znovu publikované a rozšířené v roce 1788, uvedl Pohlin jako zdroj dalmatského humanistického historika Mavra Orbiniho, který viděl Slovany jako nejstarší obyvatele Evropy. Pohlinova historiografická práce je považována za málo hodnotnou, ale byla důležitá pro posílení etnického vědomí jeho současných krajanů.
Napsal také první slovinskou bibliografii s názvem Bibliotheca Carnioliae nebo Carniolan Library, která byla vydána posmrtně v roce 1803. Tuto příležitost využil také k tomu, aby své čtenáře varoval před nebezpečím bibliomanie, několik let před tím, než toto slovo ve Velké Británii popularizovali John Ferriar a Thomas Dibdin v roce 1809.
Ačkoli Pohlinovy jazykové inovace později jeho nástupci odmítli, jeho Kraynska gramatika znamenala počátek oživení slovinského jazyka a kultury, které později pokračovalo v Zoisově kruhu.
Zemřel v klášteře Mariabrunn nedaleko Vídně.